# Callipallene belizae
Callipallene belizae är en havsspindelart som beskrevs av Child, C.A. 1982. Callipallene belizae ingår i släktet Callipallene och familjen Callipallenidae. Inga underarter finns listade.